# Сновський провулок
Сно́вський прову́лок — провулок у Дніпровському районі міста Києва, місцевість Ліски. Пролягає від вулиці Трактористів до Сновської вулиці.

## Історія
Провулок виник у середині XX століття під назвою 319-та Нова вулиця. Сучасна назва — з 1953 року, на честь річки Снов у Чернігівській області.